# Хлевиска (гмина)
Хлевиска (пол. Chlewiska) — сельская гмина (волость) в Польше, входит как административная единица в Шидловецкий повет, Мазовецкое воеводство. Население — 6244 человека (на 2004 год).

## Демография
| Перепись                       | Всего   | Всего | Женщины | Женщины | Мужчины | Мужчины |
| ------------------------------ | ------- | ----- | ------- | ------- | ------- | ------- |
| Единицы                        | человек | %     | человек | %       | человек | %       |
| Население                      | 6244    | 100   | 3218    | 51,5    | 3026    | 48,5    |
| Плотность населения (чел./км²) | 50,3    | 50,3  | 25,9    | 25,9    | 24,4    | 24,4    |

## Сельские округа
1. Александрув
2. Антонюв
3. Борки
4. Бронюв
5. Будки
6. Хлевиска
7. Цукрувка
8. Хута
9. Кравара
10. Кошорув
11. Лещыны
12. Майданки
13. Надольна
14. Осталув
15. Осталувек
16. Павлув
17. Станиславув
18. Стефанкув
19. Склобы
20. Сулистровице
21. Воля-Загродня
22. Залава
23. Завоня

## Соседние гмины
1. Гмина Ближын
2. Гмина Борковице
3. Гмина Пшисуха
4. Гмина Стомпоркув
5. Гмина Шидловец
6. Гмина Венява